# 克里斯·陳
Christine Weston Chandler（1982年2月24日—），来自美国弗吉尼亚州夏洛茨维尔，也被称为Chris chan，是一位美国的博客、跨性别者和网络漫画《Sonichu》的创作者。
有人认为她是历史上记录最详尽的人之一 · 。由于她的兴趣爱好和偏离常规的行为，Chris曾成为大量网络喷子在4chan图像板和后来的SomethingAwful论坛上长时间骚扰的对象。她难以抵抗这些喷子的挑衅，屡次上当受骗，逐渐在网络环境中走红，成为攻击目标不断增加的对象。

## 早年经历
Christine于1982年2月24日出生于夏洛茨维尔，弗吉尼亚州，父母是Robert Chandler（1927年9月4日－2011年9月6日）和Barbara Chandler（1941年10月1日出生）。五岁时，她被诊断患有自闭症。1992年，她的原名Christopher改为Christian。

1993年12月29日，《Richmond Times-Dispatch》发表了一篇题为“需要一只会说话的熊来起名” 的报道，讲述了Christine改名的经过。这篇报道的摘要如下：
那只熊是Leonard Bearstein，是一只流行的熊乐队指挥，节日期间为Regency Square的购物者表演。
“因为当时刚好是圣诞季的一个星期四下午，现场人不多，”Chandler说。“Leonard和Christopher Weston Chandler之间的对话，间歇中持续了大约一小时。Christopher被迷住了。”

在对话中发生了不寻常的事情。当Leonard Bearstein用带有浓厚英国口音的声音问Christopher的名字时，熊似乎没能理解孩子的回答。
这是Christine首次在媒体上亮相。
Christine大部分时间生活在Ruckersville和夏洛茨维尔两个城市。自2015年以来，除了第一次去加州看望表弟Col和第二次去俄亥俄州克利夫兰寻找真正在欺骗她的网络喷子外，她几乎没有离开过弗吉尼亚州。她的父母禁止她出州旅行。
12岁时，她参加了为纪念《索尼克刺猬》动画系列举办的“Watch & Win”抽奖活动，获得了Kay-Bee Toys价值1000美元的购物券大奖。该事件于1994年2月26日在NBC新闻的《Dateline》节目上播出。

## 网络漫画
Chandler首次提及“Sonichu”是在2000年3月17日的学校作业中，当时她需要设计一本专辑封面。由于不能使用受版权保护的角色，她选择将自己喜欢的两个系列融合在一起，用类似于游戏王的字母创作了封面，封面上出现了Sonichu的形象。她于2005年3月24日发布了第一部网络漫画《Sonichu》的章节，虽然之前为了家人和朋友还画过一些稿件。她还制作了一些关于Sonichu的网页。这个同名角色是索尼克和皮卡丘的混合体 · 。
2007年10月26日，她在互联网引起关注，成为4chan和Encyclopedia Dramatica用户讨论的焦点。最初的热议点包括她手工制作的Sonichu挂坠（后来被喷子偷走并焚烧）、她绘制的非原版索尼克儿童画以及她在公共场所的漫步。这也使她成为网络上的网络霸凌和网络喷子攻击的对象。

## 争议事件

### 支持双子塔袭击的言论
2009年11月1日，Chris在YouTube发布了一段名为“Twin Falling Towers”的视频，威胁两名喷子“Clyde Cash”和“Jack Thaddeus”，声称他们会像双子塔一样倒塌。这段视频引发了强烈反应，许多观众认为她的言论对911恐怖袭击的受害者不尊重。对此，Chris删除了视频并发表道歉，声称她的意图是攻击Clyde，而非嘲笑恐怖袭击。但她的道歉没有被广泛接受，许多人认为她没有认真对待事件的严重性。

### 谋杀未遂
2011年10月，Chris和母亲曾访问当地一家名为“The GAME PLACE”的电子游戏商店，讨论2012年被禁入的事件。后来，她和母亲攻击了店铺负责人。法院判决她们必须完成社区服务，且一年缓刑。商店于2014年关闭。

### GameStop事件
2014年12月，Chris试图在当地GameStop店内偷窃一盒《Sonic Boom：Rise of Lyric》游戏，并用椒喷雾攻击要她离开的员工。她随后被起诉，罪名为六级犯罪，后被减为轻罪。2015年10月，她被判有罪，罚款500美元，缓刑180天。

### 乱伦案
2021年7月30日，公开了录音，Christine声称与患有痴呆症的母亲发生了性关系。在庭审中，她称母女间有一套“例行程序”，每三天有一次性关系，且母亲喜欢她。次日，警方将她们分开。2021年8月1日，知名极右翼主播Ethan Ralph直播捕捉到Christine在夏洛茨维尔一家汽车旅馆被逮捕的瞬间。她被指控犯有乱伦罪，并于次日被拘留。第二年，虚假消息传出，称她已越狱逃跑。她于2023年3月获释，之后在8月其案件被驳回，原因是其律师提交了延迟申诉以治疗其自闭症 · 。

### 假设的儿子
2024年11月下旬，在直播游戏《Sonic X Shadow Generations》时，有用户（可能是喷子）问：“你什么时候公布你要有的孩子？”（这是个笑话）。

Chris的回答是：
“什么时候孩子，什么时候孩子真的出生了，我可能会一直让他们保持在黑暗中，直到孩子出生。”
关于这个假想的儿子消息开始在几乎整个互联网传播，引发大量虚假信息和猜测，也重新引发了关于Chris过去的网络争议。在此期间，也有一些人开始制作关于此事的梗图 ·  · 。
11月27日，Chris在X上否认了这个所谓的“儿子”，强调自己当时的发言只是一个假设，并不存在真正的怀孕。

## 对媒体的影响
第一次在其他媒体中提到Sonichu是在2011年9月25日的《Slylock Fox & Comics for Kids》杂志中。当时，人物以黑白画的形式出现在“你的画”栏目中。漫画作者Bob Weber Jr.在他的博客“漫画怨妇”上表示，他认为Christine当时“9岁”，而非29岁。
在2019年1月21日发行的歌曲《Monster》由dodie演唱，Sonichu的角色在视频中出现。在45秒左右的镜头中，它出现在一张海报上，被描述为“寻找没有男友的怪物”，向Christine大学时期制作的类似海报致敬。

## 纪录片
关于她的纪录片也有多部。2016年，YouTuber Fredrik Knudsen制作了一部23分钟的纪录片，讲述了她的生活和作品。2017年11月12日，PewDiePie发表了一段视频，重点介绍了她的故事。2018年，YouTuber Geno Samuel开始制作一系列纪录片，全面记录了Christine的全部生活，目前系列已超过89集，每集30到40分钟。